# Lina Mendoni

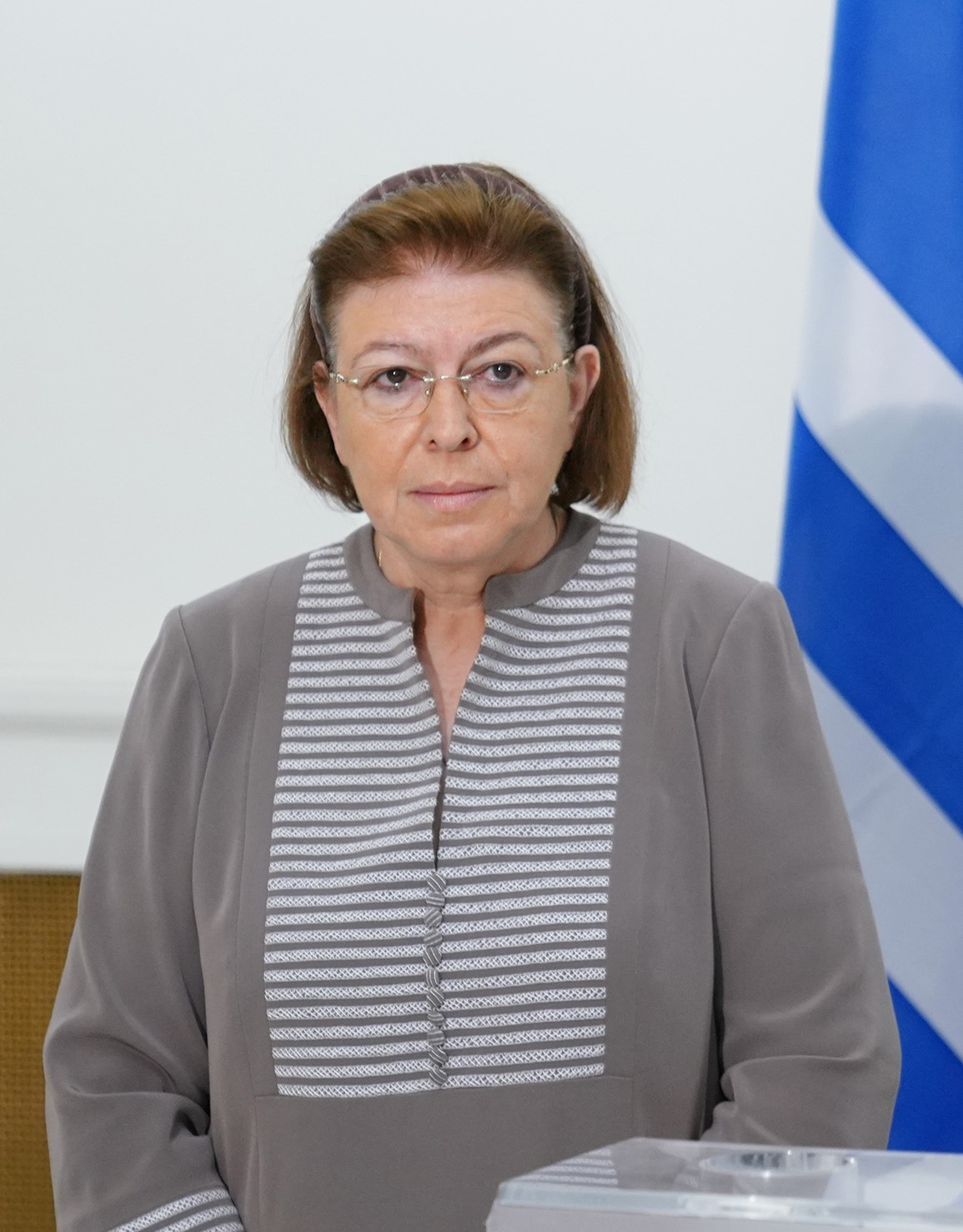
Lina Mendoni, 2020

Styliani „Lina“ Mendoni (griechisch Στυλιανή «Λίνα» Μενδώνη, * 1. April 1960 in Athen) ist eine griechische Archäologin, die das Amt der Ministerin für Kultur und Sport im Kabinett Mitsotakis (2019–2023) innehatte und auch im zweiten Kabinett Mitsotakis (seit 2023) weiterhin das Ministerium für Kultur leitet.

## Leben und Beruf
Lina Mendoni wurde in Athen geboren. Sie graduierte an der Arsakion-Oberschule in Psychiko und studierte anschließend Klassische Philologie und Geschichte an der Universität Athen. 1987 besuchte sie einen Doktoranden-Kurs am Maison de l’Orient in Lyon und wurde 1988 an der Universität von Athen „cum laude“ im Fach Archäologie promoviert. Sie erhielt im selben Jahr ein Stipendium der British Archaeological School of Athens, um in Oxford altgriechische Onomastik zu studieren. Ein Jahr später wurde sie Mitglied des Instituts Griechischer und Römischer Antike (Institute of Greek and Roman Antiquity), das heute zum Nationalen Hellenischen Forschungszentrum (Εθνικό Ίδρυμα Ερευνών (Ε.Ι.Ε.)) gehört, und forscht dort bis heute.
Sie war Leiterin des griechischen Zentralrats für Archäologie (Κεντρικού Αρχαιολογικού Συμβουλίου (ΚΑΣ)).
Ihr Forschungsgebiet umfasst altgriechische Epigraphik, Geschichte und Topographie. Sie forschte auch über Landschaft als Kulturgut, den Schutz, die Förderung und das Management des kulturellen Erbes sowie die Theorie und Politik der Kultur. Sie veröffentlichte zahlreiche Artikel und Forschungsberichte.
Mendoni ist mit dem Professor Panagiotis Doukellis verheiratet. Das Paar hat einen Sohn, der Rechtsanwalt wurde.

## Politische Karriere
Lina Mendoni war als wissenschaftliche Beraterin des griechischen Umweltministeriums von 1994 bis 1997 tätig. Ein Teil ihrer Arbeit bestand darin, die Bauarbeiten für die Olympischen Sommerspiele 2004 aus archäologischer Sicht zu begleiten. Außerdem beriet sie das griechische Ministerium der Ägäis von 1997 bis 1999.
Mendoni war danach von 1999 bis 2004 Generalsekretärin im Kultur- und Sportministerium. Dieses Amt übte sie auch von 2009 bis 2015 aus. Politisch steht sie den Sozialdemokraten der griechischen KINAL nahe, legte aber ihre Mitgliedschaft ab, bevor sie Ministerin im Kabinett des konservativen Ministerpräsidenten Mitsotakis wurde. Seit 2019 ist sie parteilos.
Während ihrer Amtszeit als Ministerin setzt sie sich immer wieder für die Restitution altgriechischer Kulturgüter ein. So wies sie wiederholt auf die Notwendigkeit hin, die Parthenon-Marmore der Akropolis, die im Britischen Museum ausgestellt werden, nach Griechenland zurückzuführen. Sie sagte im Juni 2022:

«Τα αρχιτεκτονικά Γλυπτά του Παρθενώνα βρίσκονται στο Βρετανικό Μουσείο ως προϊόν κλοπής. Επομένως, η Ελλάδα υποχρεούται συνταγματικά και νομιμοποιείται ηθικά να αξιώνει την επανένωσή τους.»

„Das Parthenon-Fries befindet sich als Diebesgut im Britischen Museum, infolgedessen ist Griechenland verfassungsrechtlich verpflichtet und moralisch legitimiert, seine Rückführung zu fordern.“

Einen großen Ansehensverlust als Ministerin erlitt sie 2021 durch den Missbrauchskandal am Nationaltheater. Den angeklagten ehemaligen Intendanten des Nationaltheaters Dimitris Lignadis hatte Mendoni ernannt, bevor der Skandal aufgedeckt wurde. Obwohl Mendoni darüber nichts gewusst hatte und sich von Lignadis distanzierte sowie öffentlich ihr Entsetzen über den Skandal erklärte, stand die Presse ihr anschließend skeptisch gegenüber.
Mendoni wurde nach dem Wahlsieg der Nea Dimokratia vom 25. Juni 2023 im zweiten Kabinett von Kyriakos Mitsotakis wieder zur Kulturministerin ernannt. Damit war sie die einzige, die nach einer ersten Amtszeit unter Mitsotakis in dasselbe Ministerium zurückkehrte.

## Auszeichnungen
- 2003 erhielt Lina Mendoni den Orden des Sterns der Solidarität mit Italien (Ordine della Stella della Solidarietà Italiana) im Rang eines Commendatore (II Clase) in Anerkennung ihres Beitrags zu den kulturellen Beziehungen zwischen Griechenland und Italien.
- 2010 verlieh ihr der Erzbischof von Sinai die Medaille der Order of St. Catherine für ihren Beitrag zum Erhalt und Schutz der Kulturgüter des Sinaiklosters (Katharinenklosters).
- 2016 ehrte man Mendoni mit dem Grand Cross of the Holy Metropolis of Messinia dafür, dass sie das Kulturerbe der Region Messiniens schützte.[1]

## Veröffentlichungen (Auswahl)
- Lina Mendoni, Eva Simantoni-Bournia, Tania Panagou: Καρθαία, ελαχύνωτον στέρνον χθονός. Verlegt vom Kulturministerium, Kreditverwaltungsfonds für die Durchführung archäologischer Projekte, Athen 2009, ISBN 978-960-89366-2-1.
- Lina Mendoni, Sophia Zoumbaki: Roman names in the Cyclades. Part I. Verlegt vom National Hellenic Research Foundation. Centre for Greek and Roman Antiquity, Athen 2008, ISBN 978-960-7905-49-9.